# David Hoflin
David Hoflin es un actor sueco-australiano, más conocido por haber interpretado a Oliver Barnes en la serie Neighbours.

## Biografía
David nació en Suecia y a los cuatro años se mudó con su familia a Australia. Tiene una hermana llamada Emma.
En 2008 comenzó a salir con la actriz australiana Natalie Blair. El 10 de marzo de 2012 la pareja anunció que se habían comprometido, y finalmente se casaron el 4 de enero de 2013 en Warburton.

## Carrera
David ha aparecido en series como A Country Practice, State Coroner, The Lost World, Good Vibrations, Blue Heelers, Law of the Land, entre otras. También ha participado en exitosas series australianas como Mcleod's Daughters y All Saints en donde interpretó a Keiran Sharkey un joven que termina embriagándose y cuando se desmaya su hermana es violada por uno de sus amigos, Lewis.
Apenas con 10 años en 1988 interpretó al pequeño Aidan Chamberlain en la película A Cry in the Dark, junto a los actores Meryl Streep y Sam Neill. La película se centra en el trágico y famoso caso verídico en donde un dingo se robó a la bebé Azaira Chamberlain, mientras esta se encontraba durmiendo en su tienda en Ayres Rock. Sus padres el pastor Michael y Lindy Chamberlain son acusados de su asesinato y encarcelados, sin embargo más tarde se descubre la chaqueta que Lindy había dicho que la bebé llevaba el día de su desaparición y son liberados. El cuerpo de Azaira nunca fue encontrado.
En 1994 se unió al elenco principal de la serie Ocean Girl, donde interpretó a Jason Bates hasta 1997. 
En el 2001  en dio vida a Patrick Gormley en la serie de aventura y drama Head Start.
En el 2006 obtuvo un papel en la nueva serie Secretary donde interpretaría a Dick McKew, sin embargo la serie nunca salió al aire.
En el 2007 se unió al elenco principal de la aclamada serie australiana Neighbours en donde interpretó al chef Oliver Barnes, el hijo que Rebecca Napier dio en adopción cuando apaenas era un bebé, hasta agosto del 2008, luego de que su personaje se fuera de Erinsborough con Carmella y su pequeña hija Chloe para aceptar un trabajo en Portugal.
En octubre del 2010 se anunció que su personaje y el de Carmella Cammenitti (interpretada por Natalie Blair), regresaían en  marzo del 2011 para aparecer en dos episodios, su regreso estará vinculado con la salida de Rebecca Napier (Jane Hall) y Declan Napier (Erin Mullally) la madre y hermano menor de Oliver. Su regreso fue el 14 de marzo y su última aparición fue el 15 de marzo del mismo año.
Ese mismo año apareció como invitado en un episodio de la serie NCIS: Los Angeles, donde interpretó al Agente especial y Antiguo Teniente de la Armada Lance Talbot.
En el 2012 se unió como personaje recurrente a la serie Alcatraz donde interpretó a Thomas "Tommy" Madsen, un recluso que había desaparecido en 1963 y que luego se revela ser el abuelo de la oficial Rebecca Madsen (Sarah Jones) y hermano del exguardia Raymond "Ray" Archer (Robert Forster).
Ese mismo año apareció como invitado en la popular serie NCIS donde interpretó a Randall J. Kersey, un hombre que es miembro del grupo terrorista conocido como "IJI" que más tarde es arrestado.
En el 2014 se unió al elenco de principal de la serie Crossbones donde interpretó a Charles Rider, un pirata conocido por ser un hombre vicioso villano así como un asesino, hasta el final de la serie ese mismo año luego de que fuera cancelada al finalizar su primera temporada debido al bajo índice de audiencia.

## Filmografía
- Series de televisión

| Año             | Título                                  | Personaje                    | Notas                                                                   |
| --------------- | --------------------------------------- | ---------------------------- | ----------------------------------------------------------------------- |
| 2018            | Bosch                                   | Det. Doug Rooker             | Serie de televisión                                                     |
| 2017            | Supergirl                               | Rick Malverne                | Episodio: «Alex»                                                        |
| 2017            | Z: The Beginning of Everything          | F. Scott Fitzgerald          | Elenco principal                                                        |
| 2016            | Once Upon a Time                        | Zeus                         | Temporada 5, 2 episodios                                                |
| 2015            | Supernatural                            | Eldon Frankenstain "Styne"   | Temporada 10, Episodio 21: "Dark Dynasty" / Episodio 22: "The Prisoner" |
| 2015 - presente | American Crime                          | Mark Skokie                  | 7 episodios                                                             |
| 2014            | Crossbones                              | Charles Rider                | 9 episodios                                                             |
| 2013            | Touch                                   | William Norburg              | 4 episodios                                                             |
| 2013            | Criminal Minds                          | Chad Dumont                  | episodio "Alchemy"                                                      |
| 2012            | NCIS                                    | Randall J. Kersey            | 2 episodios                                                             |
| 2012            | Major Crimes                            | Agente Especial Goodwin      | episodio "Long Shot"                                                    |
| 2012            | The Beauty Inside                       | Alex # 9                     | episodio "Hello My Name Is Alex" - miniserie                            |
| 2012            | Alcatraz                                | Thomas "Tommy" Madsen        | 8 episodios                                                             |
| 2011            | RCVR                                    | Lohman                       | episodio "Little Green Men"                                             |
| 2007-2008, 2011 | Neighbours                              | Oliver Barnes                | 327 episodios                                                           |
| 2010            | NCIS: Los Angeles                       | Agente Especial Lance Talbot | episodio "Disorder"                                                     |
| 2010            | Big Love                                | Primer Hijo                  | episodio "Blood Atonement"                                              |
| 2006            | Secretary                               | Dick McKew                   | junto a Jessica McNamee & Vince Colosimo                                |
| 2004            | Mcleod's Daughters                      | Paul Kendall                 | 2 episodios                                                             |
| 2004            | Blue Heelers                            | Scott Drummond               | episodio "Running Scared"                                               |
| 2002            | All Saints                              | Keiran Sharkey               | episodio "M for Memory"                                                 |
| 2001            | Head Start                              | Patrick Gormley              | 36 episodios                                                            |
| 2000            | The Lost World                          | Gideon                       | episodio "The Chosen One"                                               |
| 1998            | State Coroner                           | Andy Riordan                 | episodio "Watershed"                                                    |
| 1994 - 1997     | Ocean Girl                              | Jason Bates                  | 78 episodios                                                            |
| 1994            | Law of the Land                         | Joe Rankin                   | episodio "The Last Run"                                                 |
| 1994            | Halfway Across the Galaxy and Turn Left | Bindy                        | episodio "Qwrk Lands on His Feet"                                       |
| 1992            | Good Vibrations                         | Donovan                      | miniserie                                                               |

- Películas

| Año  | Título             | Personaje            | Notas |
| ---- | ------------------ | -------------------- | --- |
| 2011 | Love Begins        | Jake Weller          | junto a Julie Mond & Wes Brown                                                                            |
| 2005 | Stranded           | Cam                  | junto a Emily Browning, Robert Morgan, Emma Lung & Nicky Wendt                                            |
| 2003 | Swimming Upstream  | Harold Fingleton Jr. | junto a Jesse Spencer, Geoffrey Rush, Judy Davis, Tim Draxl, Craig Horner, Brittany Byrnes & Kain O'Keefe |
| 1991 | Death in Brunswick | Dave Boy's           | junto a John Clarke                                                                                       |
| 1990 | Breakaway          | Geoffrey             | - |
| 1988 | Evil Angels        | Aidan Chamberlain    | junto a Meryl Streep, Sam Neill, Lewis Fitz-Gerald & John Howard                                          |

## Premios y nominaciones
| Año  | Categoría                                                                                      | Premio                         | Película | Resultado |
| ---- | ---------------------------------------------------------------------------------------------- | ------------------------------ | -------- | --------- |
| 2007 | Best Acting Ensemble: Feature (junto a Robert Morgan, Emily Browning, Emma Lung & Nicky Wendt) | Ashland Independent Film Award | Stranded | Ganador   |